# Kim Wall

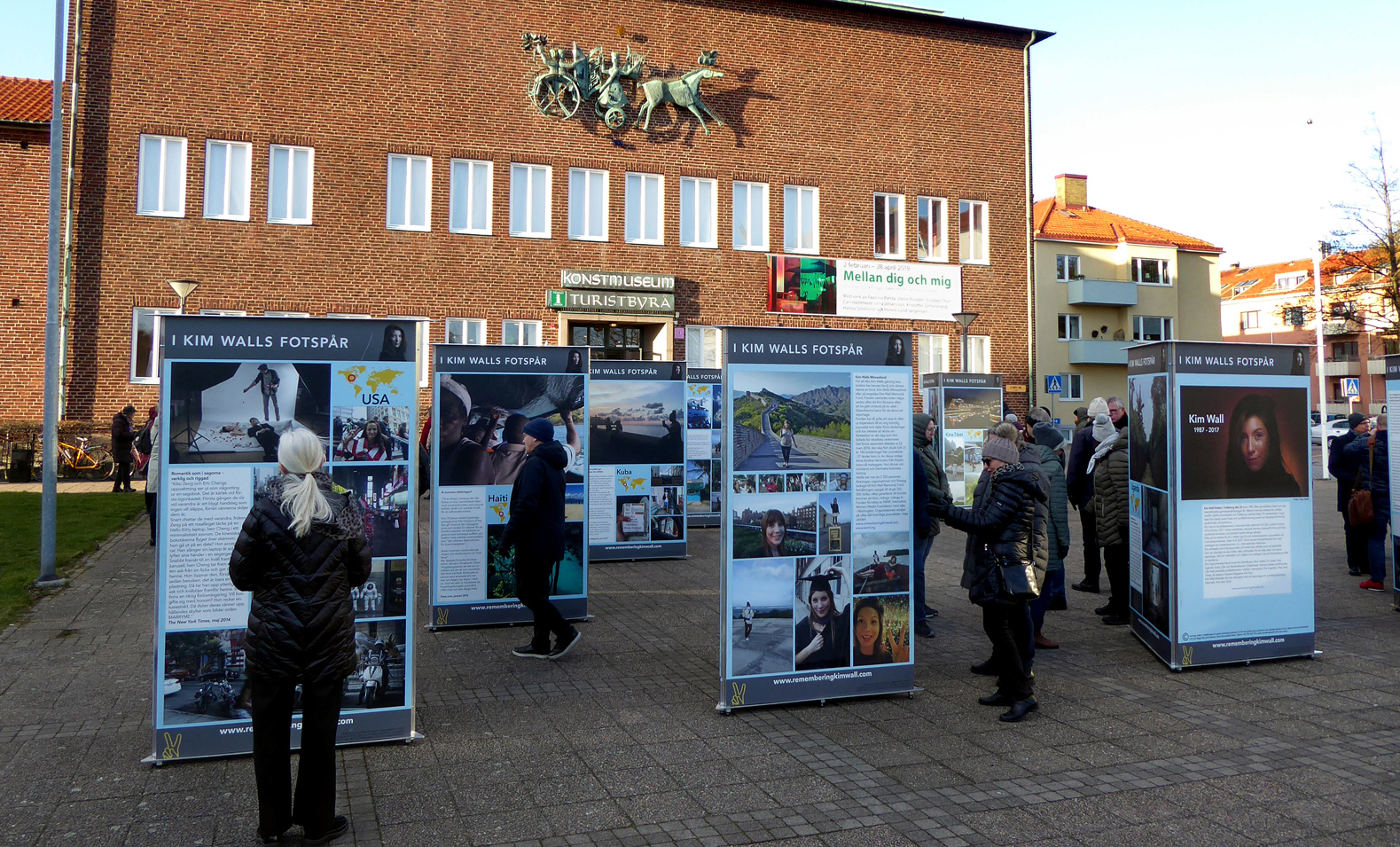
Vernissage för utställningen om Kim Wall i Ystad 8 mars 2019.

Denna biografiska artikel behöver ett porträtt som inte är skyddat av upphovsrätt. Om du har en upphovsrättsfri bild på personen, eller en bild som du tagit själv, så är du mer än välkommen att ladda upp den.

Kim Isabel Fredrika Wall, född 23 mars 1987 i Gislövs församling i Trelleborgs kommun i Skåne, död 10 eller 11 augusti 2017 i Kögebukten utanför Själland i Danmark, var en svensk journalist.

## Biografi

### Bakgrund och utbildning
Efter gymnasiestudier på IB-programmet vid Malmö Borgarskola studerade Wall freds- och konfliktstudier vid Lunds universitet. År 2011 avlade hon kandidatexamen i internationella relationer vid London School of Economics and Political Science (LSE). Hon avlade masterexamen i journalistisk vid Columbia University i New York 2013 och masterexamen i internationella affärer vid samma universitet 2015.
Wall är dotter till fotografen Joachim Wall (född 1952) och journalisten Ingrid Wall (född 1956).

### Verksamhet
Wall var internationellt verksam som journalist och publicerades i The Guardian, The New York Times, Harper's Magazine, Vice, Slate, Foreign Policy och Time. Hon gjorde reportage från många platser i världen, bland annat Haiti, Uganda och Sri Lanka. För sitt reportage "Exodus" om kärnvapentest och klimatförändringar på Marshallöarna fick hon 2016 Hansel Mieth-priset för "Bästa digitala reportage".

### Död
Wall mördades under en reportageresa i Køgebukten i Öresund ombord på ubåten UC3 Nautilus, av ubåtens konstruktör Peter Madsen. Madsen dömdes den 25 april 2018 vid Köpenhamns byret (motsvarande svensk tingsrätt) för mordet till livstids fängelse. Mordet ska enligt åklagare ha begåtts i hans ubåt. Domen överklagades i maj 2018, dock endast med avseende på straffets längd och inte själva skuldfrågan. Den 26 september 2018 fastställde Østre Landsret den tidigare livstidsdomen mot Madsen.
Wall var vid sin död folkbokförd i Gislövs distrikt i Trelleborgs kommun.

## Kim Walls minnesfond
Efter Kim Walls död har en minnesfond inrättats, med avsikten att varje år i anslutning till Kim Walls födelsedag den 23 mars dela ut resestipendier till kvinnliga journalister som arbetar i Kim Walls anda. Den första prisutdelningen ägde rum i mars 2018. Prissumman har hittills (2018–2020) varit 5 000 dollar till varje pristagare.

### Pristagare
- 2018 – Anne Kirstine Hermann, dansk journalist som bland annat skrivit om hur ursprungsbefolkningar i Nicaragua och Bolivia påverkas av klimatförändringar. Hermann har angett att hon vill använda stipendiet till att förverkliga ett bokprojekt om hur den grönländska befolkningen påverkades av Danmarks assimileringspolitik från andra världskrigets slut fram till 1960-talet.[15]
- 2019 – Christina Ayele Djossa-Ahoeletes, portugisisk journalist som skriver om handel med mänsklig hud mellan tredje världen och väst.[16]
- 2019 – Violeta Isabel dos Santos Moura, amerikansk journalist som skriver om hur folkgruppen mosou i Kina kan bevara språket tack vare karaoke.[16]
- 2020 – Mia Alberti, portugisisk journalist som ska göra ett reportage om parallella samhällen i brasilianska São Paulo.[14]
- 2020 – Clair MacDougall, australisk journalist i Burkina Faso, som ska skriva om afrikaner som tar till desperata metoder för att fly till en bättre värld.[14]